# Frontière entre le New Jersey et la Pennsylvanie
La frontière entre le New Jersey et la Pennsylvanie est une frontière intérieure des États-Unis délimitant les territoires de la Pennsylvanie à l'ouest et le New Jersey à l'est.
Son tracé est constitué par le cours du fleuve Delaware, du sud de Port Jervis jusqu'en aval de la ville de Chester.

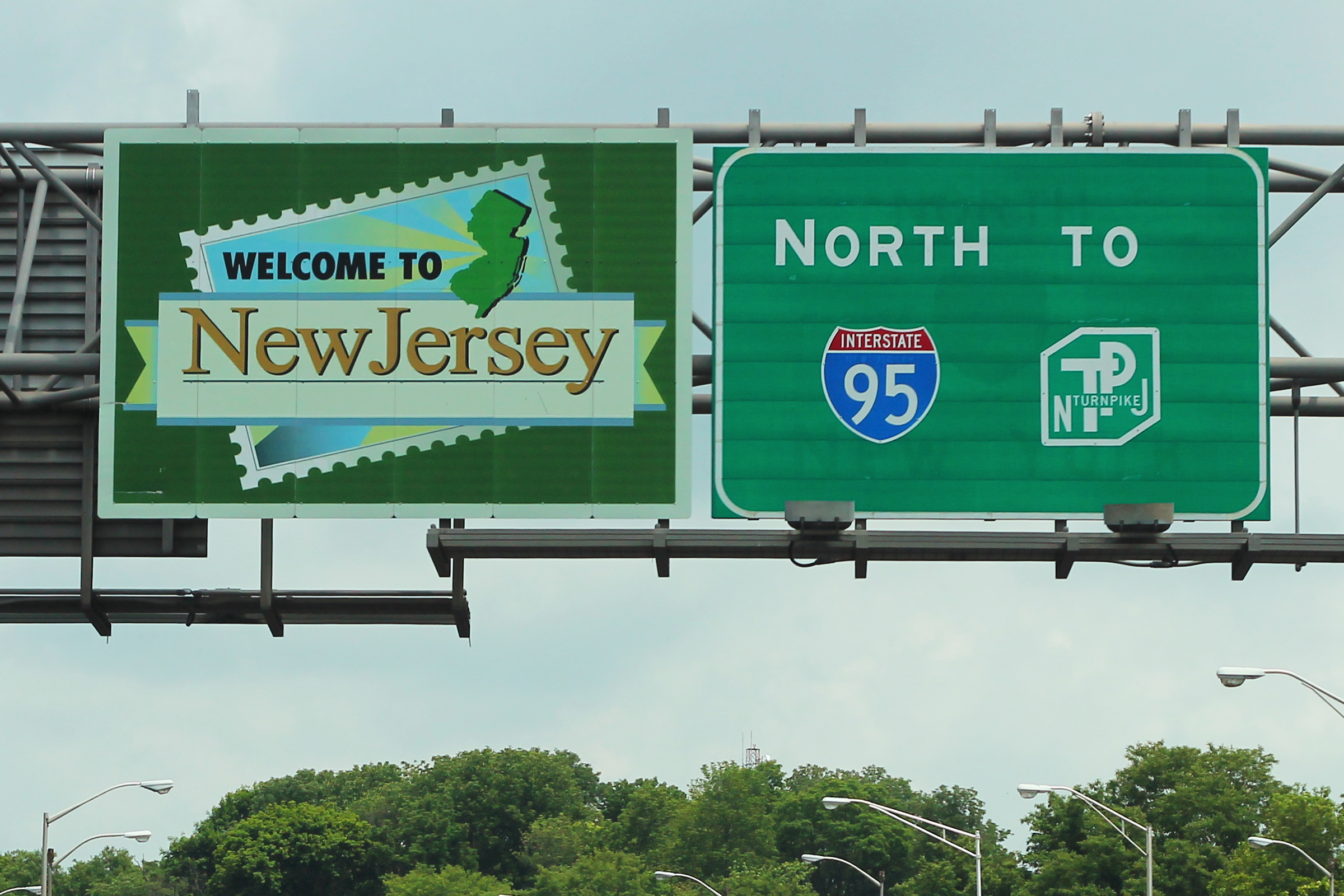
Entrée au New Jersey depuis la Pennsylvanie.